# Rostislav Šamánek
Rostislav Šamánek (* 9. srpna 1989, Jemnice) je český fotbalový útočník či záložník, působící v 1. SC Znojmo. Nastupuje na hrotu útoku nebo na pozici krajního záložníka. Jeho oblíbeným klubem je španělská FC Barcelona, oblíbeným hráčem bývalý brazilský útočník Ronaldo.

## Klubová kariéra
Svoji fotbalovou kariéru začal v týmu SK EMPO Jemnice, odkud v průběhu mládeže zamířil nejprve do mužstva FC PSJ Jihlava (nyní FC Vysocina Jihlava) a poté do Sparty Praha. Před jarní částí sezony 2005/06 se vrátil do Jemnice. Po půl roce zamířil zpět do Jihlavy, kde nastupoval postupně za mládež, první tým i B-mužstvo. V létě 2009 přestoupil do Zbrojovky Brno. Zde odehrál své první zápasy v 1. lize. Na jaře 2011 se Zbrojovkou sestoupil do druhé nejvyšší soutěže, ale již po roce Brno postoupilo zpět do 1. ligy. V mužstvu hrál rovněž za rezervu. Před ročníkem 2012/13 zamířil na hostování do tehdy třitiligového klubu 1. FC Karlovy Vary. Na jaře 2013 hostoval v mužstvu FK Baník Sokolov, kam v létě 2013 natrvalo přestoupil. Před sezonou 2015/16 zamířil na hostování do týmu 1. SC Znojmo. Na jaře 2016 bojoval s klubem o postup do nejvyšší soutěže, ale mužstvo nakonec skončilo na třetím místě tabulky. Za klub během roku vstřelil osm branek, na stejný počet jich přihrál a stal se nejproduktivnějším hráčem celku. V červenci 2016 se vrátil do Jihlavy, kam přestoupil.

## Klubové statistiky
Aktuální k 24. červnu 2016
| Sezona  | Klub                       | Země  | Soutěž     | Zápasy | Góly |
| ------- | -------------------------- | ----- | ---------- | ------ | ---- |
| 2005/06 | SK EMPO Jemnice            | Česko | I. A třída | ?      | ?    |
| 2006/07 | FC Vysočina Jihlava B      | Česko | MSFL       | 4      | 1    |
|         | FC Vysočina Jihlava        | Česko | 2. liga    | 1      | 0    |
| 2007/08 | FC Vysočina Jihlava B      | Česko | MSFL       | 13     | 6    |
| 2008/09 | FC Vysočina Jihlava B      | Česko | MSFL       | 24     | 5    |
| 2009/10 | 1. FC Brno B               | Česko | MSFL       | 25     | 5    |
|         | 1. FC Brno                 | Česko | 1. liga    | 3      | 0    |
| 2010/11 | FC Zbrojovka Brno B        | Česko | MSFL       | 15     | 9    |
|         | FC Zbrojovka Brno          | Česko | 1. liga    | 9      | 1    |
| 2011/12 | FC Zbrojovka Brno B        | Česko | MSFL       | 9      | 6    |
|         | FC Zbrojovka Brno          | Česko | 2. liga    | 14     | 2    |
| 2012/13 | 1. FC Karlovy Vary (host.) | Česko | ČFL        | 22     | 7    |
|         | FK Baník Sokolov (host.)   | Česko | 2. liga    | 13     | 0    |
| 2013/14 | FK Baník Sokolov           | Česko | 2. liga    | 29     | 5    |
| 2014/15 | FK Baník Sokolov           | Česko | 2. liga    | 28     | 4    |
| 2015/16 | 1. SC Znojmo (host.)       | Česko | 2. liga    | 27     | 8    |